# Граудынь, Павел Владимирович
Павел Владимирович Граудынь (19 ноября 2006, Москва) — российский фехтовальщик-саблист, бронзовый призёр чемпионата Европы 2025 года. Мастер спорта России международного класса.

## Биография
В декабре 2023 года дебютировал на этапе Кубка мира среди юниоров, показав 66-й результат на соревнованиях в Турции. Через несколько дней стал третьим на взрослом Кубке России.
В феврале 2024 года Павел представлял страну в нейтральном статусе на чемпионате Европы среди юниоров, где занял итоговое 5-е место. В апреле 2024 года стал серебряным призёром юниорского чемпионата мира.
В 2025 году выиграл первенство России среди юниоров, после чего на юниорском чемпионате Европы стал обладателем золотой медали. В апреле 2025 года Граудынь завоевал бронзу взрослого чемпионата страны.
На чемпионате Европы 2025 года Павел в составе сборной страны, в нейтральном статусе, выиграл бронзовую медаль в командной сабле.
На чемпионате мира 2025 года в Тбилиси в личном первенстве выступил лучше остальных фехтовальщиков из России, выступавших как нейтральные спортсмены. Граудынь дошёл до 1/8 финала, где уступил 14-15 трёхкратному олимпийскому чемпиону Арону Силадьи. В командном первенстве россияне уступили в 1/8 финала команде Румынии (38-45).

## Семья
- Дед — Игорь Иванович Филиппов, работал учителем физкультуры в московской школе № 1206 в Ясенево, в которой училась и его дочь.
- Отец — Владимир Граудынь (род. 1963) — советский легкоатлет, бегун на средние дистанции, участник Олимпиады-1988 в Сеуле в беге на 800 м.
- Мать — Юлия Граудынь (Филиппова) (род. 1970) — советская и российская легкоатлетка, призёр чемпионата мира и Европы в беге на 100 метров с барьерами.
- Сестра — Полина Граудынь (род. 17 июня 1998 года), легкоатлетка, выступающая в беге с барьерами на 60 и 100 метров, призёр чемпионата России.